# Jacob Schlemmer
Jacob Schlemmer (* Gochsheim; † 7. September 1580 in Hof) war Geschichtsschreiber, Schulmeister und Rektor des Hofer Gymnasiums.
Jacob Schlemmer wurde katholisch erzogen und wandte sich dann der Reformation zu. Mit Philipp Melanchthon an der Universität Wittenberg war er befreundet. Stephan Agricola berief ihn an die Pfarrschule in Hof. Er war ihr letzter Schulmeister, denn die Schule verlagerte sich auf das Klostergelände und damit zum heutigen Standort des Gymnasiums. Trotz der Krisenzeiten des Zweiten Markgrafenkrieges und selbst während der Belagerung von Hof hatte die Schule durch ihren guten Ruf annähernd 400 Schüler. In Schlemmers Zeit als Rektor war auch Johann Streitberger an der Schule aktiv. Für seine verstorbene erste Frau Catharina fertigte Schlemmer ein hölzernes Epitaph mit Abbildungen und einer überlieferten Inschrift. Aus dieser Ehe gingen vier Töchter hervor; sie und ihre Nachkommen sind namentlich bekannt. Seine zweite Frau Anna starb 1567. Jacob Schlemmer zeichnete sich durch seine detaillierten Aufzeichnungen der Hofer Belagerung aus, die in mehreren Abschriften erhalten geblieben sind. 1574 legte er sein Amt an der Schule nieder. Er wurde nahe der Sakristei der Kirche St. Lorenz begraben. Nach ihm ist eine Straße in Hof benannt.